# Atherigona lineata
Atherigona lineata este o specie de muște din genul Atherigona, familia Muscidae. A fost descrisă pentru prima dată de Adams în anul 1905. Conform Catalogue of Life specia Atherigona lineata nu are subspecii cunoscute.